# 須田忠雄
須田 忠雄（すだ ただお、1946年2月2日 - ）は、日本の実業家、エンジェル投資家。株式会社やすらぎ創業者。

## 人物・来歴
群馬県桐生市生まれ。1964年桐生市立商業高等学校卒業、福井商事入社。1966年須田商店を開業し、おでん屋台の営業に従事。1976年須田不動産開業。1978年やすらぎ（のちのカチタス）設立、代表取締役社長。2008年同社取締役執行役員会長。2009年同社取締役相談役。2010年シンプル設立。創業した会社を売却した資金を運用する投資家でもあり、2018年にはJALCOホールディングスの第三者割当増資で同社の大株主になった。また、アジア開発キャピタル、北の達人コーポレーション、グランディーズ、フライングガーデンなどでも大株主に名を連ね、エンジェル投資家としても活動した。

## 著書
- 『100万円でできる戸建てリフォーム』毎日新聞社 2001年
- 『年金は自分でつくれ!』毎日新聞社 2003年
- 『日本一不動産を買う男 : 実戦!成功の「逆張り」戦略』経済界 2004年
- 『日本一不動産を買い続ける男 : 不動産価格が3倍になった!』経済界 2006年
- 『アパート経営はするな! : 賃貸経営の落とし穴』大空出版 2011年
- 『それでも始めてしまった人へ : 続・アパート経営はするな!』大空出版 2012年